# Lingka Kuta
Lingka Kuta is een bestuurslaag in het regentschap Bireuen van de provincie Atjeh, Indonesië. Lingka Kuta telt 762 inwoners (volkstelling 2010).